# Cmentarz wojenny nr 343 – Kępanów
Cmentarz wojenny nr 343 – Kępanów – cmentarz z I wojny światowej znajdujący się we wsi Kępanów w województwie małopolskim, w powiecie bocheńskim, w gminie Łapanów. Jest jednym z 400 zachodniogalicyjskich cmentarzy wojennych zbudowanych przez Oddział Grobów Wojennych C. i K. Komendantury Wojskowej w Krakowie. Z tej liczby w okręgu bocheńskim cmentarzy jest 46.

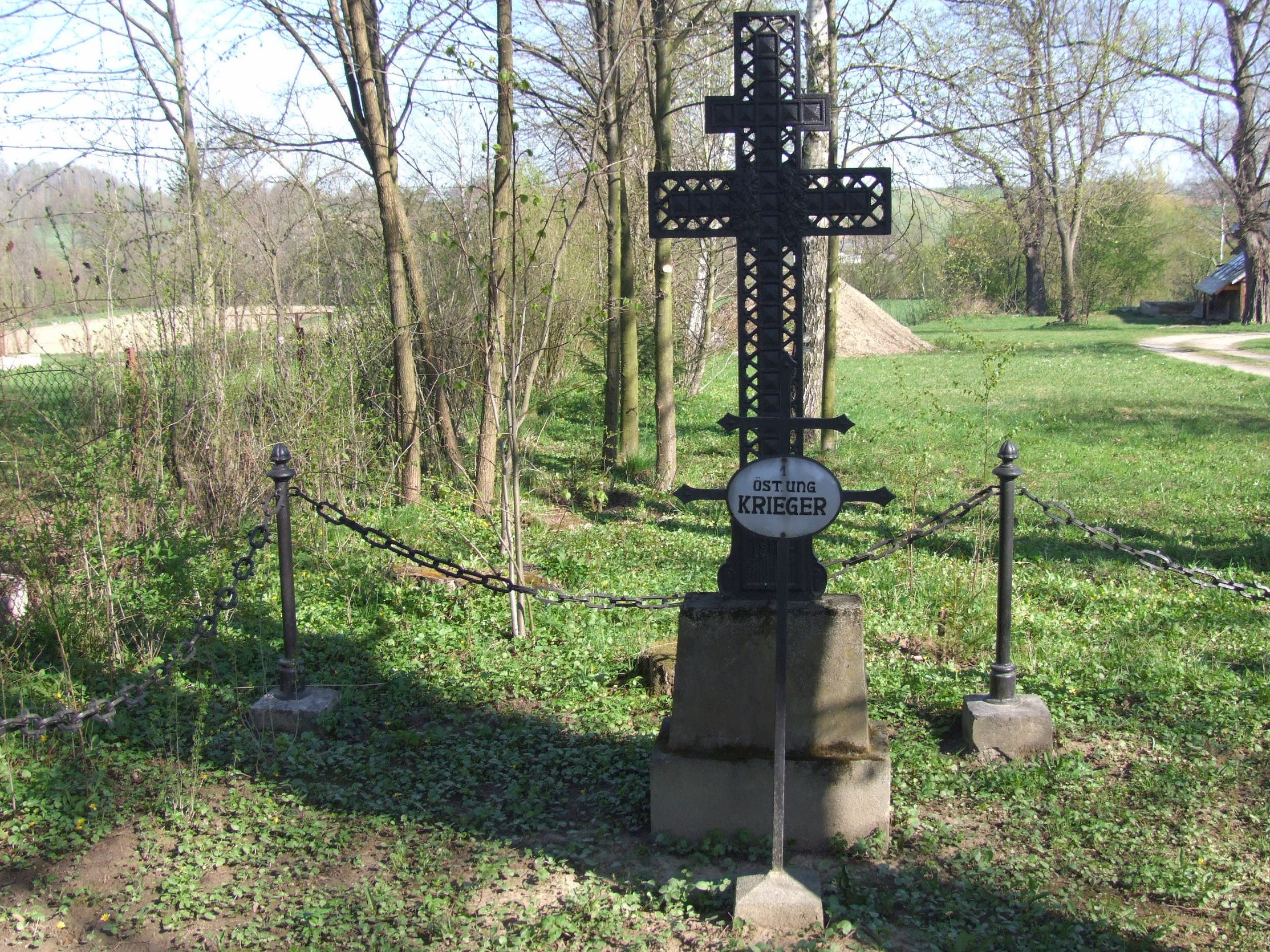
Krzyż lotaryński

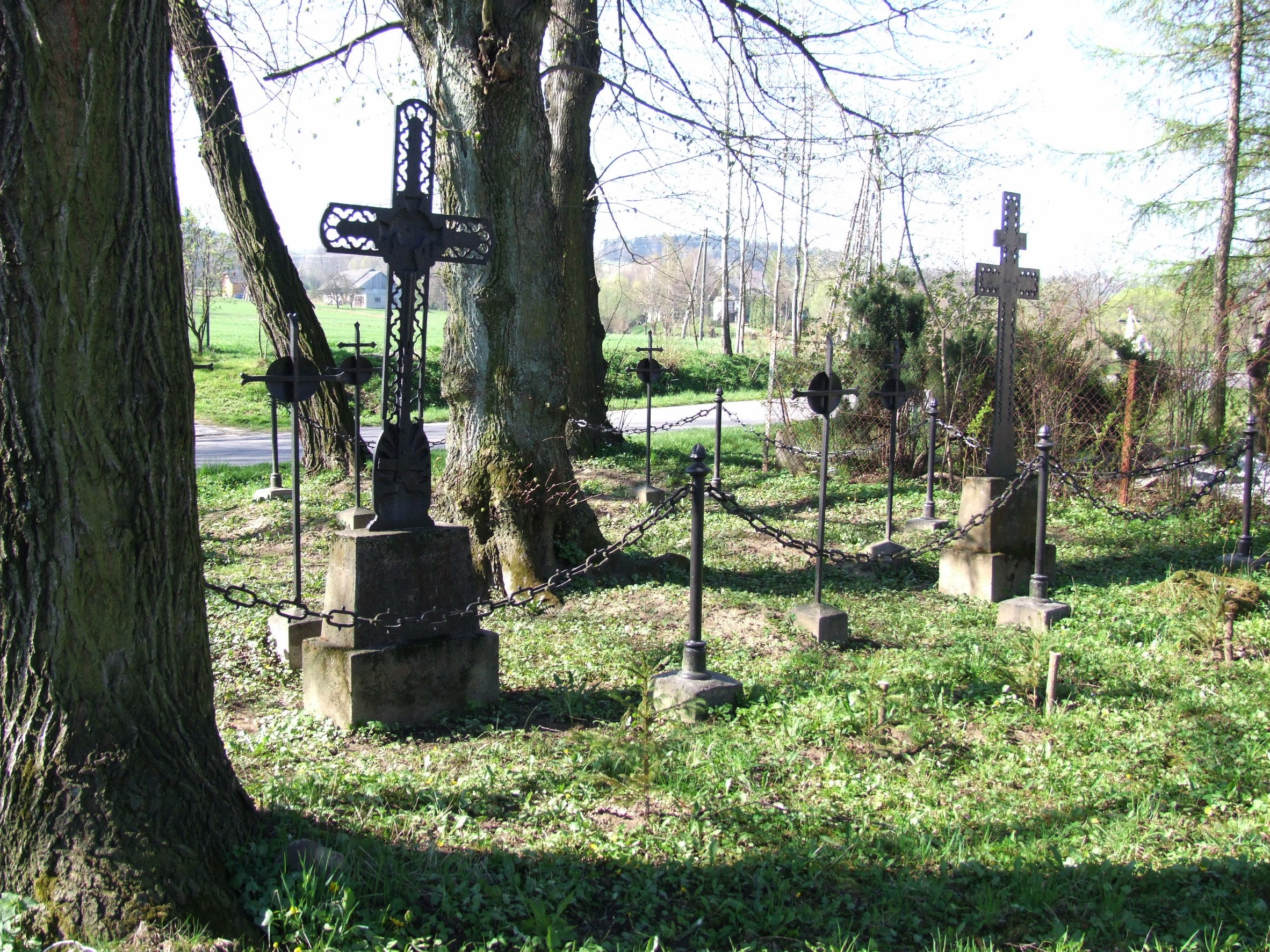
Krzyż łaciński

## Lokalizacja
Położony jest tuż przy lokalnej drodze z Łapanowa przez Grabie i Kępanów do Raciechowic. Znajduje się na wysokości 256 m n.p.m., po północnej stronie szosy, tuż przy zabudowaniach. Obok cmentarza prowadzi boczna droga do dalszych zabudowań, a ok. 30 m na zachód od cmentarza jest przystanek autobusowy.

## Historia
Pochowano tutaj wspólnie na jednym cmentarzu żołnierzy armii rosyjskiej i austro-węgierskiej, którzy zginęli na okolicznych polach na początku grudnia 1914 w czasie operacji limanowsko-łapanowskiej. Wojska austriackie atakujące w kierunku Łapanowa, Zbydniowa i Żegociny wyparły Rosjan z okolicznych miejscowości, a następnie po kilkudniowych niezwykle zaciętych walkach zdobyły wzgórza w miejscowościach Buczyna, Grabina, Stradomka, Sobolów, Chrostowa, Kamyk, Wola Nieszkowska, Nieprześnia. 13 grudnia Rosjanie rozpoczęli odwrót dalej na wschód. 

## Opis cmentarza
Jest to niewielki cmentarzyk (50 m²). Pochowano tutaj w 1 grobie zbiorowym i 7 pojedynczych łącznie 9 żołnierzy: 5 austro-węgierskich i 4 rosyjskich. Z nazwiska znany jest tylko jeden: kadet Anton Fritz.
Cmentarz zbudowany jest na planie prostokąta jednym bokiem przylegającego bezpośrednio do rowu przy drodze, drugim do bocznej drogi, trzecim do ogrodzenia domu. Jest wyremontowany i zadbany. Ogrodzenie tworzą łańcuchy na żelaznych słupkach. Cmentarz obsadzony jest drzewami. Mogiły ułożone rzędami. Na dwóch mogiłach są duże żeliwne i ażurowe krzyże; jeden to krzyż lotaryński, drugi łaciński. Na pozostałych mniejsze z żelaznych płaskowników (również dwóch rodzajów: lotaryńskie i łacińskie). Te mniejsze posiadają owalne tabliczki z napisami. Wszystkie krzyże są na betonowych cokołach.